# Джузеппе Якіні
Джузеппе Якіні (італ. Giuseppe Iachini, * 7 травня 1964, Асколі-Пічено) — колишній італійський футболіст, півзахисник. По завершенні ігрової кар'єри — футбольний тренер.
Як гравець насамперед відомий виступами за «Фіорентину», а також олімпійську збірну Італії.

## Клубна кар'єра
Вихованець футбольної школи клубу «Асколі». Дорослу футбольну кар'єру розпочав 1981 року в основній команді того ж клубу, в якій провів один сезон, взявши участь лише в 1 матчі чемпіонату.
Згодом з 1982 по 1989 рік грав у складі команд клубів «Комо», «Асколі» та «Верона».
Своєю грою за останню команду привернув увагу представників тренерського штабу клубу «Фіорентина», до складу якого приєднався 1989 року. Відіграв за «фіалок» наступні п'ять сезонів своєї ігрової кар'єри. Більшість часу, проведеного у складі «Фіорентини», був основним гравцем команди.
Протягом 1994—2000 років захищав кольори клубів «Палермо», «Равенна» та «Венеція».
Завершив професійну ігрову кар'єру у клубі «Алессандрія», за команду якого виступав протягом 2000—2001 років.

## Виступи за збірні
Протягом 1985—1986 років залучався до складу молодіжної збірної Італії. На молодіжному рівні зіграв у 3 офіційних матчах.
1988 року захищав кольори олімпійської збірної Італії. У складі цієї команди провів 5 матчів. У складі збірної був учасником футбольного турніру на Олімпійських іграх 1988 року у Сеулі.

## Кар'єра тренера
Розпочав тренерську кар'єру відразу ж по завершенні кар'єри гравця, 2001 року, увійшовши до тренерського штабу клубу «П'яченца».
Надалі очолював команди клубів «Венеція», «Чезена», «Віченца», «П'яченца» та «К'єво». На чолі останньої команди забезпечив її підвищення у класі до Серії A.
Протягом 2009—2011 років працював з «Брешією», після чого провів по одному сезону на чолі команд клубів «Сампдорія» і «Сієна».
25 вересня 2013 року очолив тренерський штаб «Палермо», в якому з невеликою перервою працював аж до березня 2016 року.
19 травня 2016 року був призначений головним тренером «Удінезе». Проте вже 2 жовтня того ж року був звільнений з цієї посади.
27 листопада 2017 року став головним тренером команди клубу «Сассуоло». Сезон 2017/18 команда завершила на 11-му місці турнірної таблиці Серії A, одним щаблем вище за результат попереднього року. Утім по його завершенні тренер залишив команду.
У листопаді 2018 року очолив тренерський штаб «Емполі», одного з аутсайдерів вищого італійського дивізіону. Йому не вдалося покращити результати команди і за десять турів до завершення першості його було звільнено.
Наприкінці 2019 року уперше за тренерську кар'єру повернувся до «Фіорентіни», команди, у якій провів найуспішніші роки ігрової кар'єри. Був покликаний подолати кризу у флорентійській команді, яку на момент його приходу від зони вильоту із Серії A відділяло лише два турнірні очки. При новому тренері «фіалки» значно покращили свої результати, досить швидко залашили небезпечну зону турнірної таблиці і врешті-решт завершили сезон 2019/20 у її верхній половині, на 10-му місці серед двадцяти команд. Старт наступного сезону виявився для команди Якіні невдалим — у стартових семи турах вона здобула лише дві перемоги та дві нічиї і йшла на дванадцятому місці першості. Керівництво клубу вирішило звільнити тренера і запросити на його місце Чезаре Пранделлі.

## Титули і досягнення

### Як тренера
- Переможець Серії B:

«К'єво»: 2007–08